# Tradicijsko crkveno pučko pjevanje u Franjevačkoj provinciji Presvetoga Otkupitelja

Tradicijsko crkveno pučko pjevanje u Franjevačkoj provinciji Presvetoga Otkupitelja, trosveščani je zbornik koji sabire baštinu tradicijskog crkvenog pučkog pjevanja na području Franjevačke provincije Presvetoga Otkupitelja, koja obuhvaća veći dio Dalmacije i Dalmatinske zagore. Obuhvaća napjeve zabilježene, snimljene i prikupljene terenskim istraživanjima između 1974. i 2021. godine.
Zamisao o prikupljanju i obradi javlja se 2008. u upravi Provincije, među skupinom franjevaca glazbenika (fra Mile Čirko, fra Stipica Grgat, fra Domagoj Volarević, fra Jure Župić, fra Anto Akrap). Prvi svezak objavljen je 2011., drugi 2015., a treći 2021. Izradi zbornika doprinijeli su etnomuzikolozi Hana Breko Kustura i Joško Ćaleta, a uz njih i Miljenko Grgić i Gordana Doliner. Zbornik je pripreman po uzoru na model Jerka Bezića. Svesci su objavljeni u nakladi Provincije i zbornika Kačić.
Tri sveska sadrže 482 snimljena, melografirana i transkribirana crkvena pučka napjeva (popijevke) na blizu 1700 stranica. Zborniku je priloženo 146 snimki transkribirane građe. Uz napjeve, svesci donose popise glazbenih oblika i oblika napjeva, popise pjevača, popise napjeva prema sadržaju i ulozi njihovih tekstova, tonske zapise, priloge te sažetke na četirima jezicima (latinskomu, engleskomu, njemačkomu i talijanskomu). Od 220 popijevki iz trećega sveska, njih 188 snimio je Stjepan Stepanov od 1974. do 1976., uz pomoć zapisivača fra Karla Jurišića.
Prema sadržaju, zastupljeni su misni napjevi (nepromijenjivih i promijenjivih dijelova svete mise), pjevane mise, napjevi za Službu Riječi, Euharistijski, Božićni i Korizmeni napjevi, napjevi za obrede Velikoga tjedna, napjevi za svetačka i marijanska slavlja te slavlja franjevačkih svetaca, napjevi za sprovode, hvalospjeve i otpusne napjeve te ostale napjeve (pr. naricaljke). Dio prikupljene građe plod je glazbene i pjesničke djelatnosti franjevaca prethodnih naraštaja, poput fra Petra Kneževića, fra Ivana Radonića, fra Paškala Jukića i inih.
Svesci
- Grgat, Stipica (ur.): Tradicijsko crkveno pučko pjevanje u Franjevačkoj provinciji Presvetog Otkupitelja, Franjevačka provincija Presvetoga Otkupitelja i Zbornik Kačić: Split, 2011., 500 str., ISBN 9790-801317-03-2 (CROSBI)
- Tradicijsko crkveno pučko pjevanje u Franjevačkoj provinciji Presvetog Otkupitelja, Franjevačka provincija Presvetoga Otkupitelja i Zbornik Kačić: Split, 2015., 488 str., ISBN 9790801317070
- Tradicijsko crkveno pučko pjevanje u Franjevačkoj provinciji Presvetog Otkupitelja, Franjevačka provincija Presvetoga Otkupitelja i Zbornik Kačić: Split, 2021., 648 str. + USB, ISBN 9790801317117

## Vanjske poveznice
- Knjiga 1, CD 1 Staroslavenski institut
- Knjiga 1, CD 3 Staroslavenski institut
- Knjiga 2, CD 3 Staroslavenski institut